# Бояновский, Илья
Илья Бояновский (чеш. Ilja Bojanovský; 20 января 1923, Кутна-Гора, Чехословакия — 14 февраля 2009, Прага) — чешский и чехословацкий педагог, профессор, ректор Академии исполнительских искусств в Праге (1980—1991). кинооператор. Почётный гражданин г. Кутна-Гора (2008).

## Биография
После окончания школы учился на фармацевта. Позже работал фотостажёром в рекламном отделе Baa Zlín. Во время Второй мировой войны Бояновский — участник сопротивления, подвергался преследованиям со стороны гестапо. После войны окончил Пражскую киноакадемию по специальности «кино- и телесъёмки». Его основной интерес был в области визуализации театрального балета, музыки и драмы, а также симфонических и камерных концертов.
В течение многих лет работал преподавателем и деканом факультета кино и телевидения Академии исполнительских искусств в Праге, с 1980 по 1991 год занимал должность ректора Академии.
Был одним из инициаторов создания Международного студенческого кинофестиваля в Карловых Варах.
С 1961 по 1990 год был главным организатором музыкальных программ на Чехословацком телевидении, специализировался на создании программ на музыкальные и балетные темы, в том числе, Международного музыкального фестиваля академической музыки «Пражская весна».
В 2014 году Ассоциация чешских кинооператоров наградила Илью Бояновского премией за работу всей его жизни, в которую входят 1300 работ от классических постановок и фильмов, телевизионных записей и документальных фильмов.
Автор фотоиздания «Кутна-Гора — Семь веков красоты» (1958); в 1978 г. издал «Толковый словарь телевидения», в 1987 г. опубликовал «Введение в киноизображение». Кроме того, Бояновский также является автором многих десятков профессиональных статей о кинематографическом творчестве для журнала «Чехословацкая фотография».
Считается классиком чешского телевидения.

## Награды
- Медаль «За заслуги» 2 степени(1946)
- Премия Ассоциации чешских драматических художников за отличную кинематографическую работу (1976 и 1988)
- Премия за заслуги перед обществом чешских кинооператоров (2004)
- Почётный гражданин г. Кутна-Гора (2008).